# Lotta Schelin
Charlotta Eva Schelin, detta Lotta (Trångsund, 27 febbraio 1984), è un'ex calciatrice svedese, di ruolo attaccante.

## Carriera
In carriera ha giocato inizialmente nel campionato svedese femminile di calcio, sette stagioni e mezza con il Kopparbergs/Göteborg, per trasferirsi all'Olympique Lione nell'estate 2008, squadra con cui si è laureata otto volte Campione di Francia, ha conquistato cinque Coppe di Francia, tre UEFA Women's Champions League e un mondiale per club, per poi chiudere la carriera in patria nel 2018 con il Rosengård.
Ha inoltre indossato per 14 anni la maglia della nazionale svedese, partecipando a quattro Europei, tre Mondiali e quattro Olimpiadi, conseguendo come maggiori risultati la medaglia d'argento alle Olimpiadi di Rio 2016 e due terzi posti al Mondiale di Germania 2011 ed Europeo di Svezia 2013.

## Statistiche

### Presenze e reti nei club
Statistiche aggiornate al termine della carriera.
| Stagione                    | Squadra                     | Campionato                  | Campionato | Campionato | Coppe nazionali | Coppe nazionali | Coppe nazionali | Coppe internazionali | Coppe internazionali | Coppe internazionali | Altre coppe | Altre coppe | Altre coppe | Totale | Totale |
| Stagione                    | Squadra                     | Comp                        | Pres       | Reti       | Comp            | Pres            | Reti            | Comp                 | Pres                 | Reti                 | Comp        | Pres        | Reti        | Pres   | Reti   |
| --------------------------- | --------------------------- | --------------------------- | ---------- | ---------- | --------------- | --------------- | --------------- | -------------------- | -------------------- | -------------------- | ----------- | ----------- | ----------- | ------ | ------ |
| 2001                        | Kopparbergs/Göteborg        | DA                          | 19         | 8          | CS              | ?               | ?               | -                    | -                    | -                    | -           | -           | -           | 19+    | 8+     |
| 2002                        | Kopparbergs/Göteborg        | DA                          | 8          | 3          | CS              | ?               | ?               | -                    | -                    | -                    | -           | -           | -           | 8+     | 3+     |
| 2003                        | Kopparbergs/Göteborg        | DA                          | 11         | 10         | CS              | 2               | 2               | -                    | -                    | -                    | -           | -           | -           | 13     | 12     |
| 2004                        | Kopparbergs/Göteborg        | DA                          | 15         | 14         | CS              | 1               | 0               | -                    | -                    | -                    | -           | -           | -           | 16     | 14     |
| 2005                        | Kopparbergs/Göteborg        | DA                          | 22         | 10         | CS              | 2               | 2               | -                    | -                    | -                    | -           | -           | -           | 24     | 12     |
| 2006                        | Kopparbergs/Göteborg        | DA                          | 21         | 21         | CS              | 4               | 8               | -                    | -                    | -                    | -           | -           | -           | 25     | 29     |
| 2007                        | Kopparbergs/Göteborg        | DA                          | 22         | 26         | CS              | 2               | 1               | -                    | -                    | -                    | -           | -           | -           | 24     | 27     |
| gen.-giu. 2008              | Kopparbergs/Göteborg        | DA                          | 5          | 0          | CS              | 0               | 0               | -                    | -                    | -                    | -           | -           | -           | 5      | 0      |
| Totale Kopparbergs/Göteborg | Totale Kopparbergs/Göteborg | Totale Kopparbergs/Göteborg | 123        | 92         |                 | 11+             | 13+             |                      | -                    | -                    |             | -           | -           | 134    | 105    |
| 2008-2009                   | Olympique Lione             | D1                          | 16         | 17         | CF              | 3               | 1               | UWCL                 | 7                    | 7                    | -           | -           | -           | 26     | 25     |
| 2009-2010                   | Olympique Lione             | D1                          | 11         | 11         | CF              | 1               | 0               | UWCL                 | 7                    | 5                    | -           | -           | -           | 19     | 16     |
| 2010-2011                   | Olympique Lione             | D1                          | 18         | 11         | CF              | 4               | 2               | UWCL                 | 9                    | 9                    | -           | -           | -           | 31     | 22     |
| 2011-2012                   | Olympique Lione             | D1                          | 20         | 20         | CF              | 6               | 13              | UWCL                 | 9                    | 5                    | -           | -           | -           | 35     | 38     |
| 2012-2013                   | Olympique Lione             | D1                          | 16         | 24         | CF              | 6               | 8               | UWCL                 | 6                    | 7                    | Cic         | 2           | 1           | 30     | 40     |
| 2013-2014                   | Olympique Lione             | D1                          | 18         | 12         | CF              | 2               | 1               | UWCL                 | 4                    | 2                    | -           | -           | -           | 24     | 15     |
| 2014-2015                   | Olympique Lione             | D1                          | 21         | 34         | CF              | 6               | 5               | UWCL                 | 4                    | 2                    | -           | -           | -           | 31     | 41     |
| 2015-2016                   | Olympique Lione             | D1                          | 18         | 14         | CF              | 5               | 4               | UWCL                 | 7                    | 4                    | -           | -           | -           | 30     | 22     |
| Totale Olympique Lione      | Totale Olympique Lione      | Totale Olympique Lione      | 138        | 143        |                 | 33              | 34              |                      | 53                   | 41                   |             | 2           | 1           | 226    | 219    |
| lug.-dic. 2016              | Rosengård                   | DA                          | 6          | 5          | CS              | 1               | 1               | -                    | -                    | -                    | -           | -           | -           | 7      | 6      |
| 2017                        | Rosengård                   | DA                          | 11         | 5          | CS              | 3               | 3               | UWCL                 | 3                    | 1                    | -           | -           | -           | 17     | 9      |
| Totale Rosengård            | Totale Rosengård            | Totale Rosengård            | 17         | 10         |                 | 4               | 4               |                      | 3                    | 1                    |             | -           | -           | 24     | 15     |
| Totale carriera             | Totale carriera             | Totale carriera             | 278        | 245        |                 | 48+             | 51+             |                      | 56                   | 42                   |             | 2           | 1           | 384+   | 339+   |

### Cronologia presenze e reti in nazionale
| Cronologia completa delle presenze e delle reti in nazionale ― Svezia | Cronologia completa delle presenze e delle reti in nazionale ― Svezia | Cronologia completa delle presenze e delle reti in nazionale ― Svezia | Cronologia completa delle presenze e delle reti in nazionale ― Svezia | Cronologia completa delle presenze e delle reti in nazionale ― Svezia | Cronologia completa delle presenze e delle reti in nazionale ― Svezia | Cronologia completa delle presenze e delle reti in nazionale ― Svezia | Cronologia completa delle presenze e delle reti in nazionale ― Svezia |
| Data                                                                  | Città                                                                 | In casa                                                               | Risultato                                                             | Ospiti                                                                | Competizione                                                          | Reti                                                                  | Note                                                                  |
| --------------------------------------------------------------------- | --------------------------------------------------------------------- | --------------------------------------------------------------------- | --------------------------------------------------------------------- | --------------------------------------------------------------------- | --------------------------------------------------------------------- | --------------------------------------------------------------------- | --------------------------------------------------------------------- |
| 16-3-2004                                                             | Faro                                                                  | Svezia                                                                | 0 – 3                                                                 | Francia                                                               | Algarve Cup 2004 - 1º turno                                           | -                                                                     |                                                                       |
| 18-3-2004                                                             | Lagos                                                                 | Svezia                                                                | 3 – 1                                                                 | Stati Uniti                                                           | Algarve Cup 2004 - 1º turno                                           | -                                                                     |                                                                       |
| 20-3-2004                                                             | Parchal                                                               | Svezia                                                                | 1 – 1                                                                 | Cina                                                                  | Algarve Cup 2004 - Finale 5º posto                                    | -                                                                     |                                                                       |
| 25-4-2004                                                             | Ginevra                                                               | Svizzera                                                              | 0 – 2                                                                 | Svezia                                                                | Qual. Euro 2005                                                       | -                                                                     |                                                                       |
| 13-5-2004                                                             | Stoccolma                                                             | Svezia                                                                | 5 – 1                                                                 | Serbia e Montenegro                                                   | Qual. Euro 2005                                                       | -                                                                     |                                                                       |
| 27-6-2004                                                             | Benevento                                                             | Italia                                                                | 2 – 1                                                                 | Svezia                                                                | Qual. Euro 2005                                                       | -                                                                     |                                                                       |
| 11-8-2004                                                             | Atene                                                                 | Svezia                                                                | 0 – 1                                                                 | Giappone                                                              | Olimpiadi 2004 - 1º turno                                             | -                                                                     |                                                                       |
| 17-8-2004                                                             | Il Pireo                                                              | Svezia                                                                | 2 – 1                                                                 | Nigeria                                                               | Olimpiadi 2004 - 1º turno                                             | -                                                                     |                                                                       |
| 20-8-2004                                                             | Candia                                                                | Svezia                                                                | 2 – 1                                                                 | Australia                                                             | Olimpiadi 2004 - Quarti di finale                                     | -                                                                     |                                                                       |
| 23-8-2004                                                             | Patrasso                                                              | Svezia                                                                | 0 – 1                                                                 | Brasile                                                               | Olimpiadi 2004 - Semifinale                                           | -                                                                     |                                                                       |
| 26-8-2004                                                             | Il Pireo                                                              | Germania                                                              | 1 – 0                                                                 | Svezia                                                                | Olimpiadi 2004 - Finale 3º posto                                      | -                                                                     |                                                                       |
| 2-10-2004                                                             | Helsinki                                                              | Finlandia                                                             | 1 – 1                                                                 | Svezia                                                                | Qual. Euro 2005                                                       | -                                                                     |                                                                       |
| 4-6-2005                                                              | Blackpool                                                             | Svezia                                                                | 1 – 1                                                                 | Danimarca                                                             | Euro 2005 - 1º turno                                                  | -                                                                     |                                                                       |
| 8-6-2005                                                              | Manchester                                                            | Svezia                                                                | 0 – 0                                                                 | Finlandia                                                             | Euro 2005 - 1º turno                                                  | -                                                                     |                                                                       |
| 11-6-2005                                                             | Sheffield                                                             | Inghilterra                                                           | 0 – 1                                                                 | Svezia                                                                | Euro 2005 - 1º turno                                                  | -                                                                     |                                                                       |
| 17-6-2005                                                             | Warrington                                                            | Svezia                                                                | 2 – 3 dts                                                             | Norvegia                                                              | Euro 2005 - Semifinale                                                | -                                                                     |                                                                       |
| 29-8-2005                                                             | Göteborg                                                              | Svezia                                                                | 2 – 2                                                                 | Islanda                                                               | Qual. Mondiali 2007                                                   | 1                                                                     |                                                                       |
| 24-9-2005                                                             | Halmstad                                                              | Svezia                                                                | 6 – 0                                                                 | Bielorussia                                                           | Qual. Mondiali 2007                                                   | 1                                                                     |                                                                       |
| 1-11-2005                                                             | Viseu                                                                 | Portogallo                                                            | 1 – 4                                                                 | Svezia                                                                | Qual. Mondiali 2007                                                   | -                                                                     |                                                                       |
| 9-3-2006                                                              | Faro                                                                  | Norvegia                                                              | 0 – 0                                                                 | Svezia                                                                | Algarve Cup 2006 - 1º turno                                           | -                                                                     |                                                                       |
| 11-3-2006                                                             | Parchal                                                               | Svezia                                                                | 0 – 3                                                                 | Germania                                                              | Algarve Cup 2006 - 1º turno                                           | -                                                                     |                                                                       |
| 13-3-2006                                                             | Lagos                                                                 | Svezia                                                                | 4 – 1                                                                 | Finlandia                                                             | Algarve Cup 2006 - 1º turno                                           | -                                                                     |                                                                       |
| 15-3-2006                                                             | Faro                                                                  | Svezia                                                                | 1 – 0                                                                 | Francia                                                               | Algarve Cup 2006 - Finale 3º posto                                    | 1                                                                     |                                                                       |
| 22-4-2006                                                             | Kladno                                                                | Rep. Ceca                                                             | 2 – 3                                                                 | Svezia                                                                | Qual. Mondiali 2007                                                   | 2                                                                     |                                                                       |
| 7-5-2006                                                              | Norrköping                                                            | Svezia                                                                | 5 – 1                                                                 | Portogallo                                                            | Qual. Mondiali 2007                                                   | 1                                                                     |                                                                       |
| 18-6-2006                                                             | Barysaŭ                                                               | Bielorussia                                                           | 0 – 6                                                                 | Svezia                                                                | Qual. Mondiali 2007                                                   | 1                                                                     |                                                                       |
| 26-8-2006                                                             | Reykjavík                                                             | Islanda                                                               | 0 – 4                                                                 | Svezia                                                                | Qual. Mondiali 2007                                                   | -                                                                     |                                                                       |
| 24-9-2006                                                             | Göteborg                                                              | Svezia                                                                | 2 – 0                                                                 | Rep. Ceca                                                             | Qual. Mondiali 2007                                                   | -                                                                     |                                                                       |
| 6-2-2007                                                              | Londra                                                                | Inghilterra                                                           | 0 – 0                                                                 | Svezia                                                                | Amichevole                                                            | -                                                                     |                                                                       |
| 8-3-2007                                                              | Faro                                                                  | Svezia                                                                | 3 – 0                                                                 | Finlandia                                                             | Algarve Cup 2007 - 1º turno                                           | -                                                                     |                                                                       |
| 10-3-2007                                                             | Faro                                                                  | Svezia                                                                | 1 – 0                                                                 | Cina                                                                  | Algarve Cup 2007 - 1º turno                                           | -                                                                     |                                                                       |
| 12-3-2007                                                             | Parchal                                                               | Svezia                                                                | 2 – 3                                                                 | Stati Uniti                                                           | Algarve Cup 2007 - 1º turno                                           | -                                                                     |                                                                       |
| 15-3-2007                                                             | Braga                                                                 | Svezia                                                                | 3 – 1                                                                 | Francia                                                               | Algarve Cup 2007 - Finale 3º posto                                    | -                                                                     |                                                                       |
| 4-5-2007                                                              | Trento                                                                | Italia                                                                | 0 – 2                                                                 | Svezia                                                                | Qual. Euro 2009                                                       | -                                                                     |                                                                       |
| 17-6-2007                                                             | Mogoșoaia                                                             | Romania                                                               | 0 – 7                                                                 | Svezia                                                                | Qual. Euro 2009                                                       | 1                                                                     |                                                                       |
| 20-6-2007                                                             | Karlstad                                                              | Svezia                                                                | 7 – 0                                                                 | Ungheria                                                              | Qual. Euro 2009                                                       | -                                                                     |                                                                       |
| 11-9-2007                                                             | Shanghai                                                              | Nigeria                                                               | 1 – 1                                                                 | Svezia                                                                | Mondiali 2007 - 1º turno                                              | -                                                                     | 83’                                                                   |
| 14-9-2007                                                             | Wuhan                                                                 | Svezia                                                                | 0 – 2                                                                 | Stati Uniti                                                           | Mondiali 2007 - 1º turno                                              | -                                                                     |                                                                       |
| 18-9-2007                                                             | Tientsin                                                              | Corea del Nord                                                        | 1 – 2                                                                 | Svezia                                                                | Mondiali 2007 - 1º turno                                              | 2                                                                     | 82’                                                                   |
| 13-2-2008                                                             | Newcastle upon Tyne                                                   | Inghilterra                                                           | 0 – 2                                                                 | Svezia                                                                | Amichevole                                                            | 1                                                                     |                                                                       |
| 16-2-2008                                                             | Oslo                                                                  | Norvegia                                                              | 0 – 2                                                                 | Svezia                                                                | Amichevole                                                            | 1                                                                     | 90+1’                                                                 |
| 5-3-2008                                                              | Lagos                                                                 | Finlandia                                                             | 1 – 3                                                                 | Svezia                                                                | Algarve Cup 2008 - 1º turno                                           | -                                                                     |                                                                       |
| 7-3-2008                                                              | Lagos                                                                 | Danimarca                                                             | 1 – 0                                                                 | Svezia                                                                | Algarve Cup 2008 - 1º turno                                           | -                                                                     |                                                                       |
| 10-3-2008                                                             | Parchal                                                               | Svezia                                                                | 0 – 2                                                                 | Germania                                                              | Algarve Cup 2008 - 1º turno                                           | -                                                                     |                                                                       |
| 12-3-2008                                                             | Olhão                                                                 | Svezia                                                                | 3 – 0                                                                 | Italia                                                                | Algarve Cup 2008 - Finale 5º posto                                    | -                                                                     |                                                                       |
| 4-5-2008                                                              | Budapest                                                              | Ungheria                                                              | 0 – 6                                                                 | Svezia                                                                | Qual. Euro 2009                                                       | -                                                                     |                                                                       |
| 7-5-2008                                                              | Göteborg                                                              | Svezia                                                                | 1 – 0                                                                 | Italia                                                                | Qual. Euro 2009                                                       | -                                                                     |                                                                       |
| 25-6-2008                                                             | Dublino                                                               | Irlanda                                                               | 0 – 5                                                                 | Svezia                                                                | Qual. Euro 2009                                                       | 1                                                                     |                                                                       |
| 20-7-2008                                                             | Trondheim                                                             | Norvegia                                                              | 0 – 2                                                                 | Svezia                                                                | Amichevole                                                            | 1                                                                     |                                                                       |
| 6-8-2008                                                              | Chengdu                                                               | Cina                                                                  | 2 – 1                                                                 | Svezia                                                                | Olimpiadi 2008 - 1º turno                                             | -                                                                     |                                                                       |
| 9-8-2008                                                              | Tientsin                                                              | Svezia                                                                | 1 – 0                                                                 | Argentina                                                             | Olimpiadi 2008 - 1º turno                                             | -                                                                     |                                                                       |
| 12-8-2008                                                             | Pechino                                                               | Svezia                                                                | 2 – 1                                                                 | Canada                                                                | Olimpiadi 2008 - 1º turno                                             | 2                                                                     |                                                                       |
| 15-8-2008                                                             | Shenyang                                                              | Svezia                                                                | 0 – 2 dts                                                             | Germania                                                              | Olimpiadi 2008 - Quarti di finale                                     | -                                                                     |                                                                       |
| 27-9-2008                                                             | Västerås                                                              | Svezia                                                                | 2 – 0                                                                 | Romania                                                               | Qual. Euro 2009                                                       | -                                                                     |                                                                       |
| 1-10-2008                                                             | Halmstad                                                              | Svezia                                                                | 1 – 0                                                                 | Irlanda                                                               | Qual. Euro 2009                                                       | -                                                                     |                                                                       |
| 4-3-2009                                                              | Lagos                                                                 | Cina                                                                  | 0 – 0                                                                 | Svezia                                                                | Algarve Cup 2009 - 1º turno                                           | -                                                                     |                                                                       |
| 6-3-2009                                                              | Lagos                                                                 | Svezia                                                                | 1 – 0                                                                 | Finlandia                                                             | Algarve Cup 2009 - 1º turno                                           | -                                                                     |                                                                       |
| 9-3-2009                                                              | Faro                                                                  | Svezia                                                                | 3 – 2                                                                 | Germania                                                              | Algarve Cup 2009 - 1º turno                                           | 2                                                                     |                                                                       |
| 11-3-2009                                                             | Faro                                                                  | Stati Uniti                                                           | 1 – 1 (3 - 4 dtr)                                                     | Svezia                                                                | Algarve Cup 2009 - Finale                                             | 1                                                                     |                                                                       |
| 25-8-2009                                                             | Lahti                                                                 | Svezia                                                                | 3 – 0                                                                 | Russia                                                                | Euro 2009 - 1º turno                                                  | -                                                                     |                                                                       |
| 28-8-2009                                                             | Espoo                                                                 | Italia                                                                | 0 – 2                                                                 | Svezia                                                                | Euro 2009 - 1º turno                                                  | 1                                                                     |                                                                       |
| 31-8-2009                                                             | Tampere                                                               | Svezia                                                                | 1 – 1                                                                 | Inghilterra                                                           | Euro 2009 - 1º turno                                                  | -                                                                     |                                                                       |
| 4-9-2009                                                              | Helsinki                                                              | Svezia                                                                | 1 – 3                                                                 | Norvegia                                                              | Euro 2009 - Quarti di finale                                          | -                                                                     |                                                                       |
| 23-9-2009                                                             | Solna                                                                 | Svezia                                                                | 2 – 1                                                                 | Belgio                                                                | Qual. Mondiali 2011                                                   | -                                                                     | 67’                                                                   |
| 24-10-2009                                                            | Baku                                                                  | Azerbaigian                                                           | 0 – 3                                                                 | Svezia                                                                | Qual. Mondiali 2011                                                   | -                                                                     |                                                                       |
| 28-10-2009                                                            | Lovanio                                                               | Belgio                                                                | 1 – 4                                                                 | Svezia                                                                | Qual. Mondiali 2011                                                   | -                                                                     |                                                                       |
| 24-2-2010                                                             | Parchal                                                               | Norvegia                                                              | 2 – 2                                                                 | Svezia                                                                | Algarve Cup 2010 - 1º turno                                           | -                                                                     |                                                                       |
| 26-2-2010                                                             | Albufeira                                                             | Islanda                                                               | 1 – 5                                                                 | Svezia                                                                | Algarve Cup 2010 - 1º turno                                           | -                                                                     |                                                                       |
| 1-3-2010                                                              | Olhão                                                                 | Stati Uniti                                                           | 2 – 0                                                                 | Svezia                                                                | Algarve Cup 2010 - 1º turno                                           | -                                                                     |                                                                       |
| 4-3-2010                                                              | Faro                                                                  | Cina                                                                  | 0 – 2                                                                 | Svezia                                                                | Algarve Cup 2010 - Finale 3º posto                                    | -                                                                     |                                                                       |
| 31-3-2010                                                             | Cardiff                                                               | Galles                                                                | 0 – 4                                                                 | Svezia                                                                | Qual. Mondiali 2011                                                   | -                                                                     |                                                                       |
| 19-6-2010                                                             | Halmstad                                                              | Svezia                                                                | 0 – 0                                                                 | Rep. Ceca                                                             | Qual. Mondiali 2011                                                   | -                                                                     |                                                                       |
| 21-8-2010                                                             | Praga                                                                 | Rep. Ceca                                                             | 0 – 1                                                                 | Svezia                                                                | Qual. Mondiali 2011                                                   | -                                                                     |                                                                       |
| 25-8-2010                                                             | Växjö                                                                 | Svezia                                                                | 5 – 1                                                                 | Galles                                                                | Qual. Mondiali 2011                                                   | 2                                                                     |                                                                       |
| 11-9-2010                                                             | Stoccolma                                                             | Svezia                                                                | 2 – 1                                                                 | Danimarca                                                             | Qual. Mondiali 2011                                                   | 1                                                                     |                                                                       |
| 16-9-2010                                                             | Aarhus                                                                | Danimarca                                                             | 2 – 2                                                                 | Svezia                                                                | Qual. Mondiali 2011                                                   | -                                                                     |                                                                       |
| 2-3-2011                                                              | Loulé                                                                 | Svezia                                                                | 1 – 2                                                                 | Islanda                                                               | Algarve Cup 2011 - 1º turno                                           | -                                                                     |                                                                       |
| 4-3-2011                                                              | Olhão                                                                 | Svezia                                                                | 3 – 1                                                                 | Danimarca                                                             | Algarve Cup 2011 - 1º turno                                           | -                                                                     |                                                                       |
| 7-3-2011                                                              | Parchal                                                               | Cina                                                                  | 0 – 1                                                                 | Svezia                                                                | Algarve Cup 2011 - 1º turno                                           | 1                                                                     |                                                                       |
| 10-3-2011                                                             | Faro                                                                  | Svezia                                                                | 1 – 2                                                                 | Giappone                                                              | Algarve Cup 2011 - Finale 3º posto                                    | -                                                                     |                                                                       |
| 28-6-2011                                                             | Leverkusen                                                            | Colombia                                                              | 0 – 1                                                                 | Svezia                                                                | Mondiali 2011 - 1º turno                                              | -                                                                     |                                                                       |
| 2-7-2011                                                              | Dresda                                                                | Corea del Nord                                                        | 0 – 1                                                                 | Svezia                                                                | Mondiali 2011 - 1º turno                                              | -                                                                     |                                                                       |
| 6-7-2011                                                              | Wolfsburg                                                             | Svezia                                                                | 2 – 1                                                                 | Stati Uniti                                                           | Mondiali 2011 - 1º turno                                              | -                                                                     |                                                                       |
| 10-7-2011                                                             | Augusta                                                               | Svezia                                                                | 3 – 1                                                                 | Australia                                                             | Mondiali 2011 - Quarti di finale                                      | 1                                                                     |                                                                       |
| 13-7-2011                                                             | Francoforte sul Meno                                                  | Giappone                                                              | 3 – 1                                                                 | Svezia                                                                | Mondiali 2011 - Semifinale                                            | -                                                                     |                                                                       |
| 16-7-2011                                                             | Sinsheim                                                              | Svezia                                                                | 2 – 1                                                                 | Francia                                                               | Mondiali 2011 - Finale 3º posto                                       | 1                                                                     |                                                                       |
| 17-1-2012                                                             | Norrköping                                                            | Svezia                                                                | 2 – 0                                                                 | Norvegia                                                              | Amichevole                                                            | 2                                                                     |                                                                       |
| 29-2-2012                                                             | Parchal                                                               | Svezia                                                                | 1 – 0                                                                 | Cina                                                                  | Algarve Cup 2012 - 1º turno                                           | -                                                                     |                                                                       |
| 2-3-2012                                                              | Albufeira                                                             | Islanda                                                               | 1 – 4                                                                 | Svezia                                                                | Algarve Cup 2012 - 1º turno                                           | 1                                                                     |                                                                       |
| 5-3-2012                                                              | Lagos                                                                 | Svezia                                                                | 0 – 4                                                                 | Germania                                                              | Algarve Cup 2012 - 1º turno                                           | -                                                                     |                                                                       |
| 8-3-2012                                                              | Parchal                                                               | Svezia                                                                | 0 – 4                                                                 | Stati Uniti                                                           | Algarve Cup 2012 - Finale 3º posto                                    | -                                                                     |                                                                       |
| 31-3-2012                                                             | Stoccolma                                                             | Svezia                                                                | 3 – 1                                                                 | Canada                                                                | Amichevole                                                            | 1                                                                     |                                                                       |
| 26-5-2012                                                             | Glasgow                                                               | Scozia                                                                | 1 – 4                                                                 | Svezia                                                                | Amichevole                                                            | 2                                                                     |                                                                       |
| 17-6-2012                                                             | Halmstad                                                              | Svezia                                                                | 1 – 3                                                                 | Stati Uniti                                                           | Amichevole                                                            | -                                                                     |                                                                       |
| 20-6-2012                                                             | Norrköping                                                            | Svezia                                                                | 0 – 1                                                                 | Giappone                                                              | Amichevole                                                            | -                                                                     |                                                                       |
| 25-7-2012                                                             | Coventry                                                              | Svezia                                                                | 4 – 1                                                                 | Sudafrica                                                             | Olimpiadi 2012 - 1º turno                                             | 2                                                                     | 73’                                                                   |
| 28-7-2012                                                             | Liverpool                                                             | Giappone                                                              | 0 – 0                                                                 | Svezia                                                                | Olimpiadi 2012 - 1º turno                                             | -                                                                     |                                                                       |
| 31-7-2012                                                             | Newcastle upon Tyne                                                   | Canada                                                                | 2 – 2                                                                 | Svezia                                                                | Olimpiadi 2012 - 1º turno                                             | -                                                                     |                                                                       |
| 3-8-2012                                                              | Glasgow                                                               | Scozia                                                                | 1 – 2                                                                 | Francia                                                               | Olimpiadi 2012 - Quarti di finale                                     | -                                                                     |                                                                       |
| 15-9-2012                                                             | Malmö                                                                 | Svezia                                                                | 2 – 1                                                                 | Paesi Bassi                                                           | Amichevole                                                            | 1                                                                     |                                                                       |
| 23-10-2012                                                            | Uppsala                                                               | Svezia                                                                | 3 – 0                                                                 | Svizzera                                                              | Amichevole                                                            | 1                                                                     |                                                                       |
| 6-3-2013                                                              | Parchal                                                               | Svezia                                                                | 1 – 1                                                                 | Cina                                                                  | Algarve Cup 2013 - 1º turno                                           | -                                                                     |                                                                       |
| 8-3-2013                                                              | Albufeira                                                             | Svezia                                                                | 6 – 1                                                                 | Islanda                                                               | Algarve Cup 2013 - 1º turno                                           | 1                                                                     |                                                                       |
| 11-3-2013                                                             | Lagos                                                                 | Svezia                                                                | 1 – 1                                                                 | Stati Uniti                                                           | Algarve Cup 2013 - 1º turno                                           | -                                                                     |                                                                       |
| 6-4-2013                                                              | Stoccolma                                                             | Svezia                                                                | 2 – 0                                                                 | Islanda                                                               | Amichevole                                                            | 1                                                                     |                                                                       |
| 1-6-2013                                                              | Karlstad                                                              | Svezia                                                                | 2 – 1                                                                 | Norvegia                                                              | Amichevole                                                            | 2                                                                     |                                                                       |
| 19-6-2013                                                             | Norrköping                                                            | Svezia                                                                | 1 – 1                                                                 | Brasile                                                               | Amichevole                                                            | -                                                                     |                                                                       |
| 4-7-2013                                                              | Göteborg                                                              | Svezia                                                                | 4 – 1                                                                 | Inghilterra                                                           | Amichevole                                                            | 2                                                                     |                                                                       |
| 10-7-2013                                                             | Stoccolma                                                             | Svezia                                                                | 1 – 1                                                                 | Danimarca                                                             | Euro 2013 - 1º turno                                                  | -                                                                     | cap.                                                                  |
| 13-7-2013                                                             | Linköping                                                             | Finlandia                                                             | 0 – 5                                                                 | Svezia                                                                | Euro 2013 - 1º turno                                                  | 2                                                                     |                                                                       |
| 16-7-2013                                                             | Norrköping                                                            | Svezia                                                                | 3 – 1                                                                 | Italia                                                                | Euro 2013 - 1º turno                                                  | 1                                                                     | cap.                                                                  |
| 21-7-2013                                                             | Halmstad                                                              | Svezia                                                                | 4 – 0                                                                 | Islanda                                                               | Euro 2013 - Quarti di finale                                          | 2                                                                     | 65’                                                                   |
| 24-7-2013                                                             | Göteborg                                                              | Svezia                                                                | 0 – 1                                                                 | Germania                                                              | Euro 2013 - Semifinale                                                | -                                                                     | cap.                                                                  |
| 21-9-2013                                                             | Kalmar                                                                | Svezia                                                                | 2 – 0                                                                 | Polonia                                                               | Qual. Mondiali 2015                                                   | 1                                                                     |                                                                       |
| 26-10-2013                                                            | Zenica                                                                | Bosnia ed Erzegovina                                                  | 0 – 1                                                                 | Svezia                                                                | Qual. Mondiali 2015                                                   | 1                                                                     |                                                                       |
| 31-10-2013                                                            | Göteborg                                                              | Svezia                                                                | 5 – 0                                                                 | Fær Øer                                                               | Qual. Mondiali 2015                                                   | 2                                                                     |                                                                       |
| 8-2-2014                                                              | Saint-Denis                                                           | Francia                                                               | 3 – 0                                                                 | Svezia                                                                | Amichevole                                                            | -                                                                     |                                                                       |
| 5-3-2014                                                              | Albufeira                                                             | Svezia                                                                | 2 – 0                                                                 | Danimarca                                                             | Algarve Cup 2014 - 1º turno                                           | -                                                                     |                                                                       |
| 8-3-2014                                                              | Guimarães                                                             | Svezia                                                                | 1 – 0                                                                 | Stati Uniti                                                           | Algarve Cup 2014 - 1º turno                                           | 1                                                                     |                                                                       |
| 10-3-2014                                                             | Parchal                                                               | Giappone                                                              | 2 – 1                                                                 | Svezia                                                                | Algarve Cup 2014 - 1º turno                                           | -                                                                     |                                                                       |
| 5-4-2014                                                              | Belfast                                                               | Irlanda del Nord                                                      | 0 – 4                                                                 | Svezia                                                                | Qual. Mondiali 2015                                                   | 1                                                                     | 67’                                                                   |
| 8-5-2014                                                              | Växjö                                                                 | Svezia                                                                | 3 – 0                                                                 | Irlanda del Nord                                                      | Qual. Mondiali 2015                                                   | -                                                                     |                                                                       |
| 13-6-2014                                                             | Paisley                                                               | Scozia                                                                | 1 – 3                                                                 | Svezia                                                                | Qual. Mondiali 2015                                                   | 1                                                                     |                                                                       |
| 19-6-2014                                                             | Tórshavn                                                              | Fær Øer                                                               | 0 – 5                                                                 | Svezia                                                                | Qual. Mondiali 2015                                                   | 1                                                                     |                                                                       |
| 21-8-2014                                                             | Katowice                                                              | Polonia                                                               | 0 – 4                                                                 | Svezia                                                                | Qual. Mondiali 2015                                                   | 2                                                                     |                                                                       |
| 13-9-2014                                                             | Stoccolma                                                             | Svezia                                                                | 3 – 0                                                                 | Bosnia ed Erzegovina                                                  | Qual. Mondiali 2015                                                   | 2                                                                     |                                                                       |
| 17-9-2014                                                             | Göteborg                                                              | Svezia                                                                | 2 – 0                                                                 | Scozia                                                                | Qual. Mondiali 2015                                                   | 1                                                                     |                                                                       |
| 29-10-2014                                                            | Halmstad                                                              | Svezia                                                                | 1 – 2                                                                 | Germania                                                              | Amichevole                                                            | 1                                                                     |                                                                       |
| 15-11-2014                                                            | Linköping                                                             | Svezia                                                                | 0 – 1                                                                 | Canada                                                                | Amichevole                                                            | -                                                                     |                                                                       |
| 27-11-2014                                                            | Uppsala                                                               | Svezia                                                                | 1 – 1                                                                 | Brasile                                                               | Amichevole                                                            | 1                                                                     |                                                                       |
| 13-1-2015                                                             | Norrköping                                                            | Svezia                                                                | 3 – 2                                                                 | Norvegia                                                              | Amichevole                                                            | 1                                                                     |                                                                       |
| 19-2-2015                                                             | Tampere                                                               | Finlandia                                                             | 0 – 3                                                                 | Svezia                                                                | Amichevole                                                            | 2                                                                     |                                                                       |
| 4-3-2015                                                              | Parchal                                                               | Germania                                                              | 2 – 4                                                                 | Svezia                                                                | Algarve Cup 2015 - 1º turno                                           | -                                                                     |                                                                       |
| 6-3-2015                                                              | Lagos                                                                 | Brasile                                                               | 2 – 0                                                                 | Svezia                                                                | Algarve Cup 2015 - 1º turno                                           | -                                                                     |                                                                       |
| 9-3-2015                                                              | Albufeira                                                             | Svezia                                                                | 3 – 0                                                                 | Cina                                                                  | Algarve Cup 2015 - 1º turno                                           | 1                                                                     |                                                                       |
| 12-3-2015                                                             | Parchal                                                               | Svezia                                                                | 1 – 2                                                                 | Germania                                                              | Algarve Cup 2015 - Finale 3 ° posto                                   | -                                                                     |                                                                       |
| 5-4-2015                                                              | Malmö                                                                 | Svezia                                                                | 1 – 3                                                                 | Svizzera                                                              | Amichevole                                                            | 1                                                                     |                                                                       |
| 8-4-2015                                                              | Kalmar                                                                | Svezia                                                                | 3 – 3                                                                 | Danimarca                                                             | Amichevole                                                            | 2                                                                     |                                                                       |
| 30-5-2015                                                             | Uppsala                                                               | Svezia                                                                | 2 – 1                                                                 | Paesi Bassi                                                           | Amichevole                                                            | 1                                                                     |                                                                       |
| 8-6-2015                                                              | Calgary                                                               | Svezia                                                                | 3 – 3                                                                 | Nigeria                                                               | Mondiali 2015 - 1º turno                                              | -                                                                     |                                                                       |
| 12-6-2015                                                             | Winnipeg                                                              | Stati Uniti                                                           | 0 – 0                                                                 | Svezia                                                                | Mondiali 2015 - 1º turno                                              | -                                                                     | cap.                                                                  |
| 16-6-2015                                                             | Edmonton                                                              | Australia                                                             | 1 – 1                                                                 | Svezia                                                                | Mondiali 2015 - 1º turno                                              | -                                                                     | cap.                                                                  |
| 20-6-2015                                                             | Ottawa                                                                | Germania                                                              | 4 – 1                                                                 | Svezia                                                                | Mondiali 2015 - Ottavi di finale                                      | -                                                                     | 68’                                                                   |
| 17-9-2015                                                             | Chișinău                                                              | Moldavia                                                              | 0 – 3                                                                 | Svezia                                                                | Qual. Euro 2017                                                       | 1                                                                     |                                                                       |
| 23-9-2015                                                             | Uppsala                                                               | Svezia                                                                | 3 – 0                                                                 | Polonia                                                               | Qual. Euro 2017                                                       | -                                                                     |                                                                       |
| 27-10-2015                                                            | Göteborg                                                              | Svezia                                                                | 1 – 0                                                                 | Danimarca                                                             | Qual. Euro 2017                                                       | -                                                                     |                                                                       |
| 25-1-2016                                                             | Solna                                                                 | Svezia                                                                | 6 – 0                                                                 | Scozia                                                                | Amichevole                                                            | 1                                                                     | 73’                                                                   |
| 2-3-2016                                                              | Oslo                                                                  | Norvegia                                                              | 0 – 1                                                                 | Svezia                                                                | Amichevole                                                            | -                                                                     |                                                                       |
| 5-3-2016                                                              | Växjö                                                                 | Svezia                                                                | 1 – 0                                                                 | Svizzera                                                              | Amichevole                                                            | -                                                                     |                                                                       |
| 9-3-2016                                                              | Amsterdam                                                             | Paesi Bassi                                                           | 1 – 1                                                                 | Svezia                                                                | Amichevole                                                            | -                                                                     |                                                                       |
| 8-4-2016                                                              | Poprad                                                                | Slovacchia                                                            | 0 – 3                                                                 | Svezia                                                                | Qual. Euro 2017                                                       | -                                                                     | 70’                                                                   |
| 2-6-2016                                                              | Łódź                                                                  | Polonia                                                               | 0 – 4                                                                 | Svezia                                                                | Qual. Euro 2017                                                       | 1                                                                     |                                                                       |
| 7-6-2016                                                              | Göteborg                                                              | Svezia                                                                | 6 – 0                                                                 | Moldavia                                                              | Qual. Euro 2017                                                       | -                                                                     | 58’                                                                   |
| 21-7-2016                                                             | Kalmar                                                                | Svezia                                                                | 3 – 0                                                                 | Giappone                                                              | Amichevole                                                            | 1                                                                     | 46’                                                                   |
| 3-8-2016                                                              | Brasilia                                                              | Svezia                                                                | 1 – 0                                                                 | Sudafrica                                                             | Olimpiadi 2016 - 1º turno                                             | -                                                                     | cap.                                                                  |
| 6-8-2016                                                              | Recife                                                                | Brasile                                                               | 5 – 1                                                                 | Svezia                                                                | Olimpiadi 2016 - 1º turno                                             | 1                                                                     |                                                                       |
| 9-8-2016                                                              | Manaus                                                                | Cina                                                                  | 0 – 0                                                                 | Svezia                                                                | Olimpiadi 2016 - 1º turno                                             | -                                                                     | cap.                                                                  |
| 12-8-2016                                                             | Fortaleza                                                             | Stati Uniti                                                           | 1 – 1 (3 - 4 dtr)                                                     | Svezia                                                                | Olimpiadi 2016 - Quarti di finale                                     | -                                                                     |                                                                       |
| 16-8-2016                                                             | Salvador                                                              | Brasile                                                               | 0 – 0 (3 - 4 dtr)                                                     | Svezia                                                                | Olimpiadi 2016 - Semifinale                                           | -                                                                     |                                                                       |
| 19-8-2016                                                             | Rio de Janeiro                                                        | Svezia                                                                | 1 – 2                                                                 | Germania                                                              | Olimpiadi 2016 - Finale                                               | -                                                                     |                                                                       |
| 19-1-2017                                                             | Oslo                                                                  | Norvegia                                                              | 2 – 1                                                                 | Svezia                                                                | Amichevole                                                            | -                                                                     | 46’                                                                   |
| 24-1-2017                                                             | Londra                                                                | Inghilterra                                                           | 0 – 0                                                                 | Svezia                                                                | Amichevole                                                            | -                                                                     |                                                                       |
| 1-3-2017                                                              | Parchal                                                               | Australia                                                             | 0 – 1                                                                 | Svezia                                                                | Algarve Cup 2017 - 1º turno                                           | 1                                                                     | 85’                                                                   |
| 3-3-2017                                                              | Lagos                                                                 | Cina                                                                  | 0 – 0                                                                 | Svezia                                                                | Algarve Cup 2017 - 1º turno                                           | -                                                                     |                                                                       |
| 6-3-2017                                                              | Lagos                                                                 | Svezia                                                                | 0 – 1                                                                 | Paesi Bassi                                                           | Algarve Cup 2017 - 1º turno                                           | -                                                                     | 62’                                                                   |
| 8-3-2017                                                              | Albufeira                                                             | Svezia                                                                | 4 – 0                                                                 | Russia                                                                | Algarve Cup 2017 - Finale 7º posto                                    | -                                                                     | 71’                                                                   |
| 6-4-2017                                                              | Göteborg                                                              | Svezia                                                                | 0 – 1                                                                 | Canada                                                                | Amichevole                                                            | -                                                                     | 68’                                                                   |
| 7-6-2017                                                              | Stoccolma                                                             | Svezia                                                                | 0 – 1                                                                 | Stati Uniti                                                           | Amichevole                                                            | -                                                                     |                                                                       |
| 13-6-2017                                                             | Växjö                                                                 | Svezia                                                                | 1 – 0                                                                 | Scozia                                                                | Amichevole                                                            | -                                                                     |                                                                       |
| 9-7-2017                                                              | Kalmar                                                                | Svezia                                                                | 1 – 0                                                                 | Messico                                                               | Amichevole                                                            | -                                                                     |                                                                       |
| 18-7-2017                                                             | Breda                                                                 | Germania                                                              | 0 – 0                                                                 | Svezia                                                                | Euro 2017 - 1º turno                                                  | -                                                                     |                                                                       |
| 21-7-2017                                                             | Deventer                                                              | Svezia                                                                | 2 – 0                                                                 | Russia                                                                | Euro 2017 - 1º turno                                                  | 1                                                                     | cap.                                                                  |
| 25-7-2017                                                             | Utrecht                                                               | Svezia                                                                | 2 – 3                                                                 | Italia                                                                | Euro 2017 - 1º turno                                                  | 1                                                                     |                                                                       |
| 29-7-2017                                                             | Rotterdam                                                             | Paesi Bassi                                                           | 2 – 0                                                                 | Svezia                                                                | Euro 2017 - Quarti di finale                                          | -                                                                     | cap.                                                                  |
| Totale                                                                |                                                                       | Presenze                                                              | 174                                                                   |                                                                       | Reti                                                                  | 76                                                                    |                                                                       |

## Palmarès

### Club

#### Competizioni nazionali
- Campionato francese: 8

Olympique Lione: 2008-2009, 2009-2010, 2010-2011, 2011-2012, 2012-2013, 2013-2014, 2014-2015, 2015-2016
- Coppa di Francia: 5

Olympique Lione: 2011-2012, 2012-2013, 2013-2014, 2014-2015, 2015-2016

#### Competizioni internazionali
- UEFA Women's Champions League: 3

Olympique Lione: 2010-2011, 2011-2012, 2015-2016
- Campionato internazionale femminile per club: 1

Olympique Lione: 2012

### Nazionale
- Argento olimpico: 1

Rio de Janeiro 2016

### Individuali
- Diamantbollen: 5

2006, 2011, 2012, 2013, 2014
- Trophées UNFP du football: 1

Division 1 Féminine: 2013
- Capocannoniere del campionato svedese: 2

2006 (21 reti), 2007 (26 reti)
- Capocannoniere del campionato francese: 1

2013 (24 reti)
- Capocannoniere del Campionato europeo femminile di calcio: 1

2013 (5 reti)